# Црква Свете Текле у Подгори
Црква Свете Текле се налази у мјесту Подгори, у предјелу Крај.

## Историја
Црква Свете Текле је изграђена на мјесту око које се временом формирало гробље, на локалитету званом Сутикла и рт Свете Текле. Назив Сутикла је од Света Текла, као и у другим сличним случајевима, Суторина - Света Ирина, Сутоморе - Света Марија, Сутвара - Света Варвара... Налази се на мјесту средњовјековне грађевине, чији трагови нису сачувани. Црква се први пут спомиње 1626. у писму макарског бискупа Бартула Качића Жарковића (1615. – 1645.) Светој Столици. Овај бискуп је написао једно богословско дјело ћирилицом, као и друге текстове, истим писмом. У дворишту цркве се могу видјети гробови из времена турских провала на овај простор. Срушена је у великом потресу 1667. године. Почетком 18. вијека, на темељима раније цркве, саграђена је нова црква у барокном слогу, која је на надвратнику имала уклесану годину 1720. Једнобродна црква била је свођена бачвастим сводом, с апсидом квадратичног обликовања. На главном прочељу је имала портал, над њим мању осмеролисну розету и у забату тродијелну преслицу. Године 1962. црква је готово до темеља срушена у потресу, а сачувао се једноставни мраморни олтар у светишту и олтарска слика. Од 1991. – 1997. године проведена је факсимилна обнова цркве, којој су претходила археолошка истраживања локалитета. У дворишту цркве се могу видјети гробови из времена турских провала на овај простор. На гробљу око цркве је и гроб Миховила Павлиновића. Због јаког култа Свете Текле код православних Срба, црква је могуће била православна, па је временом постала католичка. Павле Ровински је писао о јаком култу Свете Текле (или локално Ћекле) у Црној Гори. Свети Сава је донео њену руку из Антиохије 1233. која се налазила у Пећи, па је у том крају био јак њен култ. Патријарх Арсеније IV Јовановић Шакабента 1730. тај дио моштију поклања Саборној цркви у Сарајеву, гдје је и данас. Њен култ је био јак у Бјелопавлићима (Црква Свете Текле у Даниловграду), Ћеклићима и Цеклину, као и код Бара, гдје су у Спичу доселила три братства из Бјелопавлића и изградила цркву посвећену овој светитељки. Она је за млетачке владавине дјеломично покатоличена, уградњом и католичког олтара и данас је двоолтарна (православна и католичка), као и црква Свете Петке у Спичу. Око цркве Свете Текле у Подгори су гробови људи који имају презимена: Бан, Радојковић, Радонић, Росандић, Врањеш, Глушац... каква су и код православних Срба. Миховил Павлиновић је у првом периоду живота био Србин католик, да би се касније похрватио. У Подгори је народ имао неколико легенди о овој цркви и Светој Текли. По једној, ћерка неког поморца, капетана брода, која се звала Текла, је умрла на броду и ту је сахрањена, да не би била бачена у море. Оваква легенда је могла бити измишљотина католичких свештеника, да се поништи сјећање на овај култ, који је био јак код православних, а код католика у Далмацији га нема.

### Заштита
Под ознаком З-4791 заведена је као непокретно културно добро - појединачно, правна статуса заштићена културног добра, класификовано као "сакрална градитељска баштина".

## Галерија
Гробље Свете Текле око цркве Свете Текле
- Гроб Миховила Павлиновића, рад Ивана Рендића